# Mordowija Sarańsk (hokej na lodzie)
HK Mordowija Sarańsk (ros. ХК Мордовия Саранск) – rosyjski klub hokeja na lodzie z siedzibą w Sarańsku.

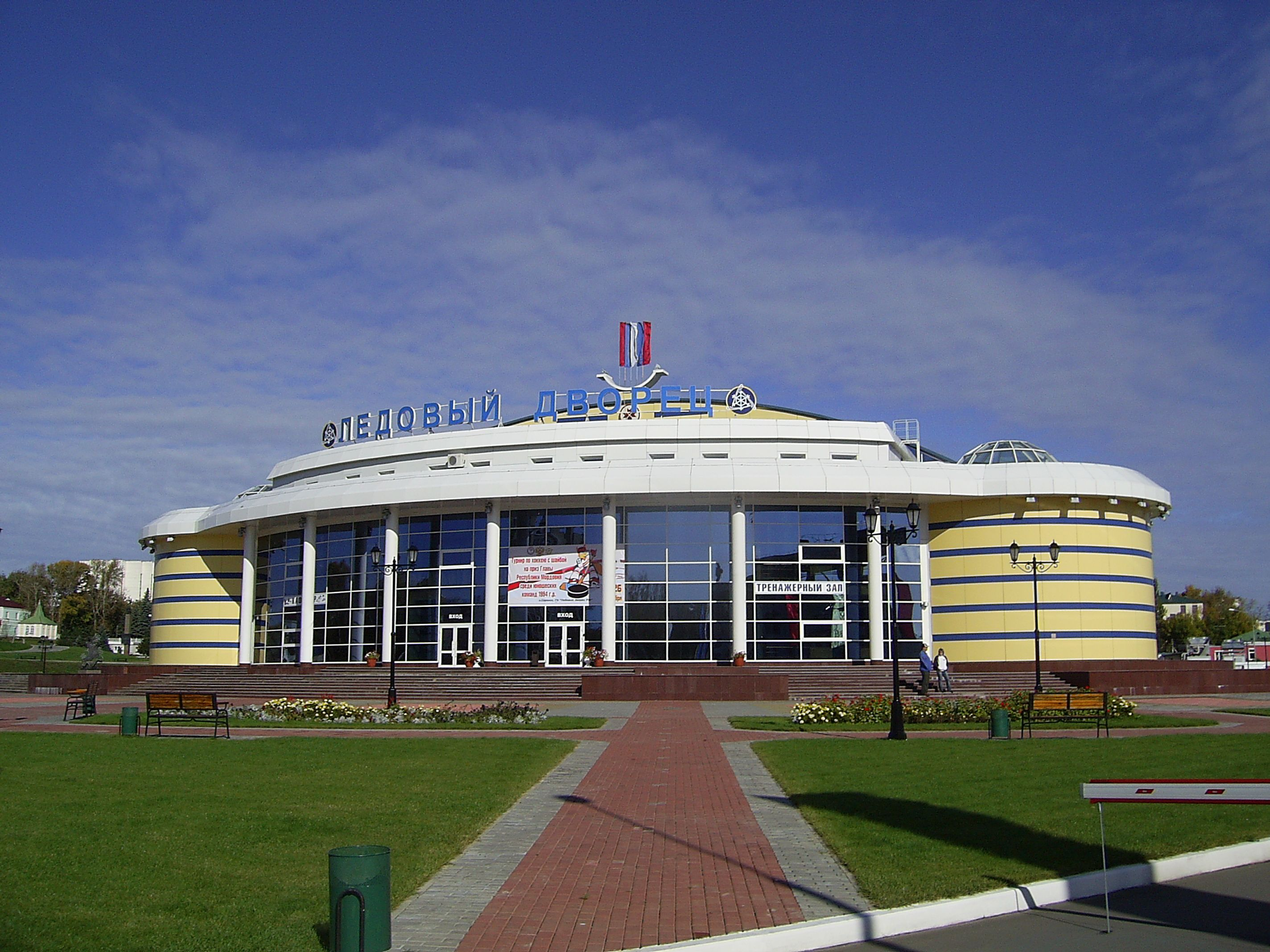
Lodowisko klubu

## Historia
Klub został założony 31 marca 2011. W tym samym roku drużyna podjęła występy w trzeciej rosyjskiej klasie rozgrywkowej, powołanej wówczas pod nazwą Rossijskaja Chokkiejnaja Liga (RHL). W 2013 zdobyła mistrzostwo tej ligi. Od 2015 Mordowija występowała w tych rozgrywkach, przemianowanych na Mistrzostwa Wyższej Hokejowej Ligi (WHL-B). Przed edycją 2019/2020 zespół z Sarańska został wycofany z ligi.

## Sukcesy
- Złoty medal RHL: 2013
- Srebrny medal RHL: 2014
- Brązowy medal RHL: 2015
- Brązowy medal WHL-B: 2016, 2017, 2018
- Srebrny medal WHL-B: 2019